# D3 Publisher
D3Publisher (D3パブリッシャー) — японская компания, занимающаяся издательством компьютерных игр, основанная в 1992 году. Нынешний CEO и президент — Юдзи Ито. Компания известна выпуском недорогих игр для игровых приставок, получивших название «simple series». Игры D3 Publisher выходили на Game Boy Advance, Nintendo DS, PlayStation Portable, PlayStation 2, PlayStation 3, Nintendo GameCube, Wii и Xbox 360.
Название компании — это сокращение от «Domain 3». В начале существования, планировалось создать три издательских «домена» — занимающиеся музыкой, книгами и видеоиграми. На данный момент компания занимается только видеоиграми.
В 2007 году D3 Publisher приобрел компанию Vicious Cycle Software.
В 2009 году Namco Bandai Holdings приобрела контрольный пакет акций D3 и на данный момент владеет 95 % акций. 

## Изданные игры

### Северная Америка и Европа
- Astro Boy: The Video Game (Wii, PS2, NDS, PSP)
- Ben 10: Protector of Earth (Wii, PS2, NDS, PSP)
- Break 'Em All (NDS)
- Coraline (Wii, PS2, NDS)
- Dark Sector (PS3, XB360, PC)
- Dead Head Fred (PSP, планируется к ноябрю PC, IPad & IPhone)
- Dragon Blade: Wrath of Fire (Wii)
- Earth Defense Force 2017 (XB360)
- Eat Lead: The Return of Matt Hazard (PS3, XB360)
- Ed, Edd n Eddy: Scam of the Century (NDS)
- Flushed Away (GCN, NDS, GBA, PS2)
- Hi Hi Puffy AmiYumi: Kaznapped! (GBA)
- Hi Hi Puffy AmiYumi: The Genie and the Amp (NDS)
- Naruto: Clash of Ninja series (GCN, Wii)
- Naruto: Ninja Council series (GBA, NDS)
- Matt Hazard: Blood Bath and Beyond (PS3(PSN), XB360(XBLA))
- OneChanbara: Bikini Samurai Squad (XB360)
- OneChanbara: Bikini Zombie Slayers (Wii)
- Puzzle Quest: Challenge of the Warlords (PS2, PS3, PSP, NDS, Wii, XB360, PC)
- Puzzle Quest: Galactrix (NDS, PC, PS3, XB360)
- Puzzle Quest 2 (NDS, PC, XB360)
- Work Time Fun (PSP)
- Shaun the Sheep (NDS)
- The Secret Saturdays: Beasts of the 5th Sun (PS2, PSP, NDS, Wii)

### Япония
- BioShock 2 (Published in Japan) (PS3, XB360)
- Dark Sector (PS3, XB360, PC)
- Dead Head Fred (PSP)
- Dragon Blade: Wrath of Fire (Wii)
- Earth Defense Force 2017 (XB360)
- Eat Lead: The Return of Matt Hazard (PS3, XB360)
- Matt Hazard: Blood Bath and Beyond (PS3(PSN), XB360(XBLA))
- The OneChanbara (series)
- Simple series
  - List of Simple series games
- Dream Club (XB360)
- Misshitsu no Sacrifice (PSP)

Отомэ-игры
- Houkago no Love Beat (PS2)
- Kurayami no Hate de Kimi wo Matsu (NDS)
- Last Escort (series) (PS2, PSP)
- Little Anchor (PS2)
- Signal (NDS)
- Storm Lover (PSP)
- Vampire Knight DS (NDS)
- Vitamin X (PS2, NDS)
- Vitamin Y (NDS)
- Vitamin Z (PS2, PSP)

### Планируемые игры
- Blue Dragon: Awakened Shadow
- God Eater
- Kamen Rider: Dragon Knight
- The Marvelous Misadventures of Flapjack: The Video Game